# N358 (België)
De N358 is een gewestweg in de Belgische provincie West-Vlaanderen. De weg verbindt Oostende met Nieuwpoort. De weg heeft een totale lengte van ongeveer 25 kilometer.

## Traject
De N358 loopt vanaf de N9 langs het kanaal Brugge-Oostende naar het zuidoosten. Bij de Nieuwe Grote Plassendalebrug verlaat de weg het kanaal Brugge-Oostende en kruist het kanaal Plassendale-Nieuwpoort via de Nieuwe Kleine Plassendalebrug. Op dit stuk weg staat N358a op de hectometerpaalbordjes. Van hier tot in Nieuwpoort loopt de weg (vlak) naast het kanaal Plassendale-Nieuwpoort, om in Nieuwpoort aan te sluiten op de N380.
De N34 langs de kust is de kortere weg tussen Oostende en Nieuwpoort.

## N358a
De N358a is de verbindingsweg in de N358 bij Plassendale. De weg kruist eerst met het kanaal Plassendale-Nieuwpoort waarna het na een ruime bocht en kruising met de N358 het kanaal Brugge-Oostende kruist. Vervolgens sluit de weg aan op de N320. De route heeft een lengte van ongeveer 350 meter.